# Короткохвостый скат
Короткохвостый скат  (лат. Raja brachyura) — вид хрящевых рыб семейства ромбовых скатов отряда скатообразных. Обитают в умеренных водах северо-восточной и центрально-восточной части Атлантического океана между 60° и 21° с. ш. и между 18° з. д. и 24° в. д. Встречаются на глубине до 380 м. Их крупные, уплощённые грудные плавники образуют диск в виде ромба со слегка выступающим рылом. Максимальная зарегистрированная длина 125 см. Откладывают яйца. Являются объектом местного промысла.

## Таксономия
Впервые вид был научно описан в 1873 году. В Средиземном море короткохвостых скатов путают с Raja montagui and Raja polystigma. Видовой эпитет происходит от др.-греч. βραχύς «короткий» и др.-греч. οὐρά — «хвост».

## Ареал
Эти демерсальные скаты широко распространены в восточной Атлантике от Мадейры до Шетландских островов, включая Ирландское море, Ла-Манш, Северное и Средиземном море. Встречаются на глубине от 10 до 300 м, в основном не глубже 150 м. Предпочитают песчаное дно.

## Описание
Широкие и плоские грудные плавники этих скатов образуют диск в виде ромба со слегка выступающим кончиком рыла и закруглёнными краями. На вентральной стороне диска расположены 5 жаберных щелей, ноздри и рот. На длинном хвосте имеются латеральные складки.  Дорсальная поверхность диска взрослых особей полностью покрыта шипами. На вентральной стороне колючки присутствуют только вдоль переднего края. Количество зубных рядов 60—90. Орбитальные колючки разделены. От затылка до первого спинного плавника у неполовозрелых скатов и самое пролегает непрерывный срединный ряд из 40—45 колючек. У самцов ряд прерывистый.Окраска дорсальной поверхности рыжеватого цвета, края диска усеяны тёмными пятнышками. Иногда попадаются отметины в виде «глазков». Вентральная поверхность белая.  Максимальная зарегистрированная длина 125 см.

## Биология
Подобно прочим ромбовым эти скаты откладывают яйца, заключённые в жёсткую роговую капсулу с жёсткими роговыми выступами на концах. Длина капсулы 10,0—14,3 см, ширина 5,8—9,0 см. Эмбрионы питаются исключительно желтком. Молодые скаты имеют тенденцию следовать за крупными объектами, напоминающими их мать. Спаривание происходит в основном с февраля по август. За этот период самки откладывают не менее 30 яиц. Продолжительность вынашивания около 7 месяцев. Ежегодная плодовитость самок оценивается в 40—90 яиц. Молодняк питается главным образом ракообразными (бокоплавами). Основу рациона взрослых скатов составляют рыбы. 

## Взаимодействие с человеком
Эти скаты представляют интерес для местного промысла, например, в Испании, Греции и Марокко, также они попадаются в качестве прилова. Являются объектом любительской рыбалки. В Португалии короткохвостые скаты составляют существенную долю улова. В водах Англии и Уэльса установлен минимальный размер разрешённых к лову скатов. Международный союз охраны природы оценил охранный статус вида как «Близкий к уязвимому положению».